# Le Roman d'Elvire
Le Roman d'Elvire est un opéra-comique en trois actes composé par Ambroise Thomas d'après un livret d'Alexandre Dumas et d'Adolphe de Leuven. Représenté également sous le titre Fantaisie de marquise, la première a eu lieu le 4 février 1860 au Théâtre national de l'Opéra-Comique, salle Favart. L'action se situe à Palerme au XVIIe siècle, l’œuvre mêle réalisme et féérique dans l'histoire d'un jeune libertin qui découvre que la vieille femme riche qu'il croyait épouser est en fait la jeune et belle qu'il avait abandonnée.

## Représentations
Bien qu'il soit romancier et dramaturge prolifique, Alexandre Dumas s'aventure rarement dans l'écriture pour la scène de l'opéra. Le Roman d'Elvire est sa quatrième et dernière œuvre de ce genre. Il collabore avec Adolphe de Leuven qui a déjà co-écrit les livrets de quatre opéras composés par Ambroise Thomas, tous dans le genre opéra-comique. Le Théâtre national de l'Opéra-Comique présente pour la première fois Le roman d'Elvire le 4 février 1860 avec Achille-Félix Montaubry et Mademoiselle Monrose dans les rôles principaux de Gennaro et Elvire. La production est dirigée par Toussaint-Eugène-Ernest Mocker. L'opéra est joué pendant trente-trois représentations, mais les critiques mitigées et l'accueil peu enthousiaste conduisent Thomas à abandonner la composition d'opéra pendant plusieurs années. Il reviendra en 1866 avec Mignon qui se révèle être un grand succès en France et à l'étranger,.

## Distribution
| Rôle                                       | Voix          | Première 4 février 1860       |
| ------------------------------------------ | ------------- | ----------------------------- |
| Gennaro, le chevalier d'Albani             | ténor         | Achille-Félix Montaubry       |
| Malatesta, chef de la police               | basse         | Victor Prilleux               |
| Elvire, la marquise de Villa Bianca        | soprano       | Mademoiselle Monrose          |
| Lilla, une jeune diseuse de bonne aventure | mezzo-soprano | Marie-Charlotte Lemercier     |
| Ascanio, l'ami de Gennaro                  | baryton       | Eugène Charles Antoine Crosti |
| Aniello, un espion                         | ténor         | Louis Caussade                |
| Lelio, l'ami de Gennaro                    |               | Coutan                        |
| Leoni, l'ami de Gennaro                    |               | Andrieu                       |
| Marco, l'ami de Gennaro                    |               | Lejeune                       |

## Synopsis
Lieu : Palerme en 1600

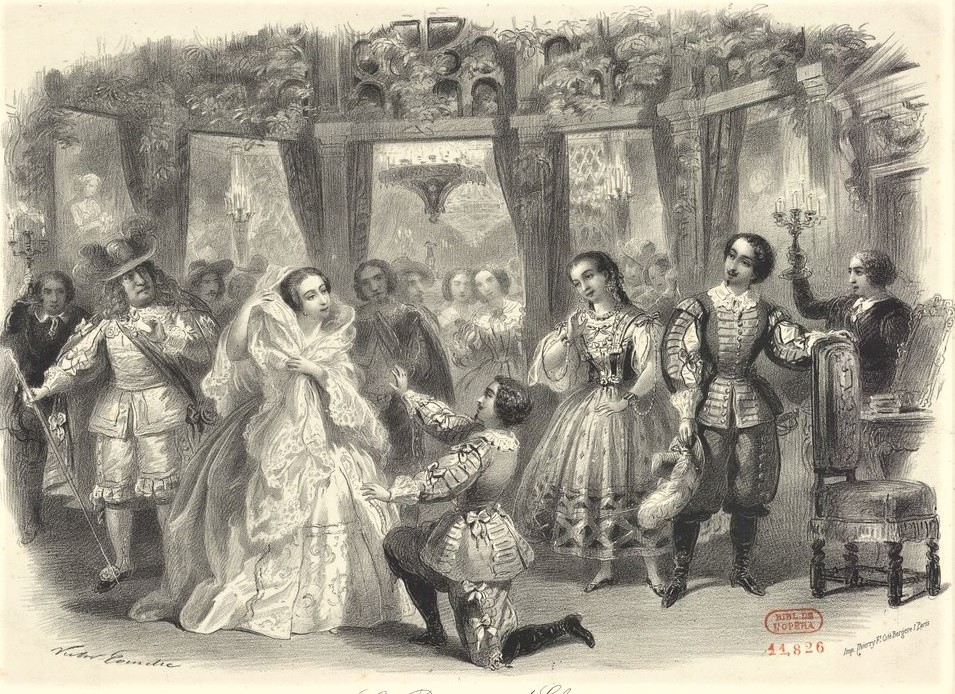
Gennaro s'agenouille devant Elvire à l'apogée de l'acte 3

Le jeune libertin Gennaro d'Abani refuse d'épouser la belle et riche Elvire, préférant plutôt une vie de dissipation sans entraves et la poursuite de son rêve de devenir un riche diamantaire. Pour se venger, Elvire conçoit l'idée de se faire passer pour une vieille femme grâce aux potions magiques fournies par Lilla, une diseuse de bonne aventure gitane. Sous ce déguisement, elle est courtisée par Malatesta, le chef de la police de Palerme. Pendant ce temps, les aventures financières de Gennaro échouent et il est poursuivi par une armée de prêteurs et leurs sbires. Désespéré, il accepte une offre de mariage de la « vieille femme » et la protection financière qu'elle peut lui fournir.
Cependant, Gennaro s'impatiente sous la férule de la vieille Elvire qui le retient et concocte un complot pour fuir. Il sollicite Lilla pour administrer un somnifère à Elvire afin de lui permettre de s'échapper. Mais Lilla administre une potion qui transforme Elvire en une belle jeune femme. Les habitants de Palerme sont convaincus que Gennaro a assassiné sa femme et l'a remplacée par cette nouvelle jeune femme. Il est poursuivi par Malatesta et sur le point d'être pendu. Pour sauver son mari, Elvire lui propose de prendre une autre potion qui la transformera en vieille femme. Horrifié par cette perspective, Gennaro déclare qu'il préférerait être pendu. Devant cette preuve d'amour, Elvire révèle la vérité sur ce qui s'est passé et le couple peut enfin vivre heureux pour toujours.

## Source
- (en) Cet article est partiellement ou en totalité issu de l’article de Wikipédia en anglais intitulé « Le roman d'Elvire » (voir la liste des auteurs).